# Canal Sur 4K
Canal Sur 4K es un canal de televisión en abierto español el cual emite en ultra alta definición 4K en fase de pruebas. Es operado por Canal Sur Radio y Televisión, propiedad de Radio y Televisión de Andalucía.

## Historia
Sus emisiones comenzaron el 25 de abril de 2017 y se convirtió en el primer canal autonómico en emitir en 4K. Emitió por la TDT a través del multiplex de pruebas DVB-T2 del operador de red español Axión. Este canal emitió de manera exclusiva para Sevilla, a través del mux 43, durante el 4K-HDR SUMMIT celebrado en Málaga, Canal Sur 4K comenzó a emitir en pruebas a través del mux 47.
En agosto de 2018 el canal realizó la primera emisión 4K en directo al emitir la Exhibición de Enganches de Ronda. Esta emisión se pudo ver en las provincias de Sevilla y Málaga.
A finales de noviembre de 2019 cesó sus emisiones temporalmente. Hasta la finalización del proceso del Segundo Dividendo Digital. Desde octubre de 2020, Axión y RTVA Canal Sur, han reactivado el encendido de nuevos emisores como Parapanda en Granada y San Cristóbal en Cádiz.

## Programación
El canal emite contenidos en 4K que han sido grabados por Canal Sur Televisión en colaboración con Medina Media TV; entre ellas, la series sobre el Rocío, la Semana Santa y el Carnaval de Cádiz de 2016.
- Emite a nivel nacional de España en TDT a través de:
  - UHD Spain (de momento emite programación de Canal Sur 4K, TVE 4K y TV3 4K)

Para recibir dichas emisiones de UHD Spain por TDT, es necesario disponer de un televisor o receptor externo compatible con la transmisión de señales en DVB-T2 y con soporte para la codificación de video HEVC H.265 y con soporte de Alto Rango Dinámico HDR.